# Jan Herman Semmelink
Jan Herman Semmelink (Ambt Doetinchem, 20 juli 1888 - Groningen, 17 april 1974) was kerkelijk hoogleraar aan de Rijksuniversiteit Groningen.

## Beknopte Biografie
Prof. Dr. Semmelink werd geboren als zoon van een landbouwer. Zijn opleiding ontving hij aan het gymnasium te Doetinchem, waarna hij aan de Rijksuniversiteit Utrecht zich verder bekwaamde in de theologie. In Utrecht promoveerde hij ten slotte tot doctor in de theologie op een proefschrift met de titel: "Prof. dr. J.H. Gunning, zijn ontwikkelingsgang en zijne beginselen".